# Дюрле, Эммануэль
Эммануэль Дюрле (фр. Emmanuel Durlet; 11 октября 1893, Антверпен — 7 февраля 1977, Антверпен) — бельгийский пианист и композитор. Сын архитектора Франса Дюрле (1855—1931), внук архитектора Франсуа Андре Дюрле.

## Биография
Окончил Антверпенскую консерваторию по классу фортепиано Франса Ленартса, изучал также композицию у Лодевейка Мортельманса. Затем в 1912—1914 гг. совершенствовал исполнительское мастерство в Вене под руководством Леопольда Годовского.
С 1918 г. вёл интенсивную концертную деятельность, исполняя, в частности, все 32 фортепианные сонаты Людвига ван Бетховена.
В 1933 г. обратился к композиции, сочинив в общей сложности около 130 фортепианных произведений, а также фортепианный и скрипичный концерты, сонату для скрипки и фортепиано, ряд песен. Большинство инструментальных пьес Дюрле носит программный характер: так, фортепианный концерт называется «Средневековые сцены» (нидерл. Middeleeuwse Sproke), скрипичный — «Часовня Марии Магдалины, за оградой» (нидерл. De kapel van Maria Magdalena extra muros). Редактировал сочинения фламандских клавесинистов XVIII века.
В 1920—1959 гг. преподавал в Антверпенской консерватории, воспитав множество учеников, среди которых Андре Клюитанс и Эжен Трай. Автор ряда методических пособий, в том числе «Я хорошо играю на фортепиано» (нидерл. Ik zal goed piano spelen).
В 1979—2005 гг. в Антверпене проходил международный конкурс пианистов имени Дюрле. Его последним лауреатом стала русская пианистка Ольга Котлярова.